# Bedford QL
Bedford QL был грузовиком, произведенным компанией Bedford Vehicles во время Второй мировой войны и предназначенным в качестве военного грузовика для различных операций. Грузовик широко использовался во время войны британской армией, а также экспортировался в Советский Союз и многие другие армии для военных нужд. Сколько было произведено этих грузовиков, неизвестно.

## История
Правительство заключило контракт с компанией Bedford Vehicles на создание 3-тонного грузовика с колесной формулой 4x4 для общего обслуживания. Опытный образец был построен в 1940 году, а производство началось в 1941 году. Автомобиль был первым грузовиком Bedford, который серийно производился для армии. Он выпускался во многих вариантах, большинство из которых широко использовалось даже в послевоенные годы, пока на его место не пришли грузовики Bedford S-Type и Bedford RL.

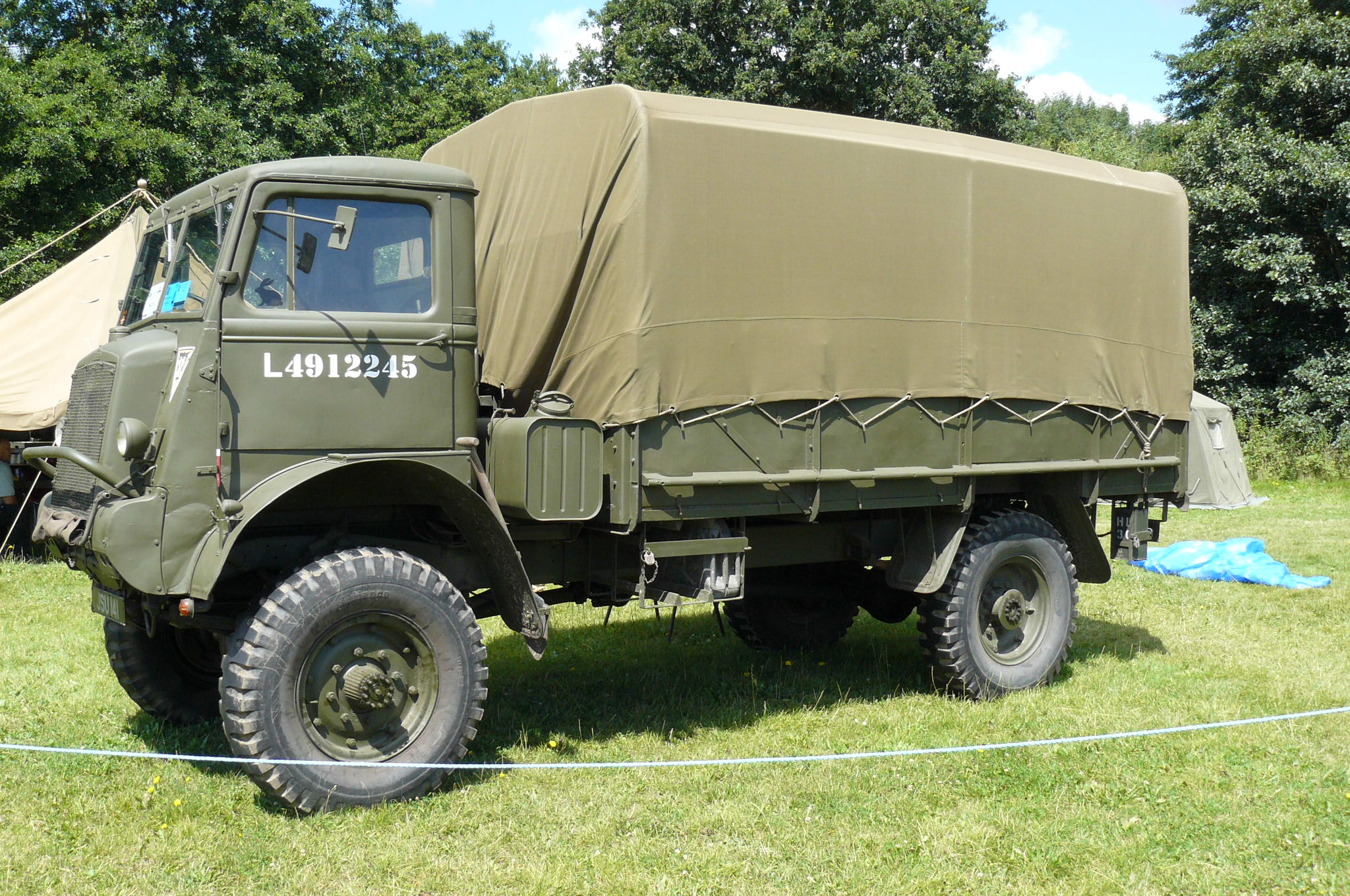
Bedford QLD

Основным армейским вариантом была модификация QLD с колёсной базой 3632 мм и 2-ступенчатой раздаточной коробкой. Помимо этого, бортового, варианта, выпускались также модификации QLC (многоцелевое шасси), QLB (артиллерийский тягач с лебёдкой и 9-местным кузовом для амуниции), QLR (радиостанция), QLT (грузовик, предназначенный для перевозки 29 солдат) и QLW (открытый авиатранспортабельный самосвал). Для преодоления глубоких водных преград в 1942 году на шасси QLC был построен опытный вариант Giraffe с высоко расположенными силовым агрегатом и кабиной.